# Kenneth Kellermann
Kenneth Irwin Kellermann (* 1. Juli 1937 in New York City) ist ein US-amerikanischer Astronom, der auf dem Gebiet der Radioastronomie arbeitet.

## Leben
Kellermann studierte bis 1959 Physik am Massachusetts Institute of Technology (MIT) und erwarb 1963 den Ph.D. in Physik und Astronomie am California Institute of Technology (Caltech) mit einer Arbeit über Spektren von galaktischen und extragalaktischen Radioquellen. Anschließend arbeitete er für zwei Jahre am CSIRO Radiophysics Laboratory in Sydney. Seit Juni 1965 ist er am National Radio Astronomy Observatory in Charlottesville, Virginia, unterbrochen von teilweise längeren Aufenthalten an Wissenschaftseinrichtungen in anderen Ländern. So war er von 1977 bis 1979 Direktor am Max-Planck-Institut für Radioastronomie in Bonn. Seit 1985 ist er Research Professor für Astronomie an der University of Virginia.
Kellermann leistete wichtige Beiträge zum Verständnis von Radiogalaxien und Quasaren und zur modernen Kosmologie. Mit anderen Astronomen gehörte er Ende der 1960er Jahre zu den Pionieren der Very Long Baseline Interferometry. Sein steter Einsatz für das Projekt führte schließlich 1993 zur Einweihung des Very Long Baseline Array.
Kellermann erhielt zahlreiche Auszeichnungen, darunter 1971 den Helen-B.-Warner-Preis der American Astronomical Society. 2014 wurde er mit der Catherine Wolfe Bruce Gold Medal der Astronomical Society of the Pacific ausgezeichnet.
Seit 1975 ist er Mitglied der National Academy of Sciences und seit 1976 der American Academy of Arts and Sciences. 1997 wurde er zum Mitglied der American Philosophical Society gewählt. 2024 wurde Kellermann als Karl G. Jansky Lecturer ausgewählt.
1999 wurde er als Auswärtiges Mitglied in die Russische Akademie der Wissenschaften (RAN) aufgenommen.
Er ist Auswärtiges Wissenschaftliches Mitglied des Max-Planck-Instituts für Radioastronomie und Mitglied der International Astronomical Union.

## Schriften (Auswahl)
- Kenneth I. Kellermann: The spectra of non-thermal radio sources. In: Astrophysical Journal. Band 140, 1964, S. 969–991.
- K. I. Kellermann, I. I. K. Pauliny-Toth: Compact radio sources. In: Annual Review of Astronomy and Astrophysics. Band 19, 1981, S. 373–410, doi:10.1146/annurev.aa.19.090181.002105.
- K. I. Kellermann, A. R. Thompson: The Very Long Baseline Array. In: Science. Band 229, Nr. 4709, 1985, S. 123–130, doi:10.1126/science.229.4709.123.
- Kenneth I. Kellermann, Frazer N. Owen: Radio galaxies and quasars. In: G. L. Verschuur, K. I. Kellermann (Hrsg.): Galactic and Extragalactic Radio Astronomy. 2. Auflage. Springer, New York u. a. 1988, ISBN 978-0-387-97735-5, Kap. 13, S. 563–602.
- K. I. Kellermann: The cosmological deceleration parameter estimated from the angular-size/redshift relation for compact radio sources. In: Nature. Band 361, 1993, S. 134–136.